# 平田裕香
平田裕香（日语：／ Hirata Yuka，1983年9月15日—），日本女演員、藝人、配音員、寫真集模特兒。
出身於北海道夕張郡栗山町。原屬Office Nigun Niiba，現在是Across Entertainment（業務提攜）所屬。身高158cm。A型血。

## 來歷
來自北海道的平田裕香，1983年9月15日在札幌市醫院出生。小時候因就讀小學四年級而搬到夕張郡栗山町居住，由於栗山町是她的家鄉所在地，因此她的官方簡介經常將該地列為她的出身地，雜誌上也經常將其列為「來自北海道夕張郡」。中學2年級第一次參加試鏡。1998年，於舞台劇《彼得潘》最終選拔中落選。同年，參加日本大型演藝公司Jumper Artist Office所舉辦的第32屆「新人Presentation」比賽成為契機，從此投身演藝界。
1999年，在集英社《週刊YOUNG JUMP》所主辦的「第10屆 全國女子高中生制服收藏」選美活動中獲得提名。2003年3月從東京都立代代木高等學校畢業。2007年在特攝影集《獸拳戰隊激氣連者》內以「臨獸變色龍拳梅麗」一角憑著可愛造型及極具性格的演繹而人氣急增。2013年1月28日，在自己部落格中，道出「隨著時間和年紀逐漸增長，想完成的事情變多了。雖然曾多次向經理人公司商量辭退一事，並為此感到擔憂，但為了解決兩難局面，故以部落格向大家發表辭退聲明」，離開了Office Nigun Niiba。2014年4月3日，她與Across Entertainment建立僅針對語音工作的業務合作夥伴關係。
2017年，於小學館漫畫網站「Sunday Webry」為小武史漫畫《栃木和的偶像日常》，以「（中譯海道草莓）」的名義擔當原案協力。這部偶像漫畫題材是以平田為原型。其筆名由漫畫家安達充命名。2022年時隔約14年，她在《週刊Playboy》作為凹版偶像回歸，同年12月5日，獲頒集英社數位內容「GRAVURE JAPAN！AWARD 2022」回歸獎。

## 人物
- 興趣：手工藝[1]、讀書[1][2]、拍攝寫真[1]、音樂鑑賞[2]、散步[2]。
- 特長：滑雪、直笛[12]、籃球[1]（小學至中學是籃球社所屬）[5]。
- 因「香」字筆劃數好，故與其姊姊一樣，名字中皆含有此字[5]。
- 一直嫌胸部稍大[5]。
- 因近視關係，故常要配戴眼鏡或隱形眼鏡。連親友都不察覺她有雙眼皮[5][13]。
- 喜歡1960年代、1970年代的歌謠曲、Group Sounds等懷舊旋律（日语：懐メロ）[13]。
- 愛貓人士[13][14]。

## 逸事
私人、交友關係
- 電視劇《HeartBeat（日语：HeartBeat）》曾跟平田一起演出的金田美香（日语：金田美香）是高中同學，也是最好的朋友。2人相互以、作稱呼[15]。
- 與佐藤寬子相處融洽[16]，閒暇之餘2人常一起同遊喝酒[16]。
- 圈中好友還包括寺崎裕香[17]、罍陽子（日语：罍陽子）[18]、齊藤貴美子（日语：斉藤貴美子）[19]、平瀨美紀（日语：平瀬美紀）及瑛蓮（日语：瑛蓮）。
- 每年的聖誕節在部落格經常被稱為「閒暇時間」，但在2006年，很多邀請都來了[20]。
- 《新世紀福音戰士》粉絲[21]。
- 與漫畫家東清彥關係良好，因此漫畫《四葉妹妹！》的要角「綾瀨風香」就是以平田作角色原型[22]。
- 曾經得到漫畫家安達充提拔和照顧，於演出真人舞台劇《吐息雪色（日语：吐息雪色）》時，收到他的花牌祝賀[23]。一方面，故視他為「東京的亞父」。[來源請求]

工作相關
- 由於小時候看過資深藝人大竹忍兩小時電視劇演出，受其精湛而老練的演技深深打動，自此立志要成為真正演員[5]。
- 在雜誌企劃的《30分鐘回轉壽司對決》被同樣在《HeartBeat（日语：HeartBeat）》演出的奈良沙緒理打敗後，吃了三個冰淇淋[24]。
- 在《獸拳戰隊激氣連者》的公開活動上，一度擔心作為反派如何反應。於是決定只要不破壞角色的氣氛下直接點頭微笑，並不管說什麼都要說聲「謝謝」[25]。
- 《新世紀福音戰士》演渚薰的石田彰也在《獸拳戰隊激氣連者》聲演巴蠅一角，身為福音戰士粉絲的她看到本人出現在面前既興奮又緊張不已[21]。
- 作為配音員以廣播劇《NISSAN 啊！安部禮司～BEYOND THE AVERAGE（日语：NISSAN あ、安部礼司〜BEYOND THE AVERAGE）》裡飾演「大日本世代」開發本部OL「姬川皐月」一角較為人所知，只因該角色憑「經常妄想、具冷靜頭腦及厲害分析能力」而搏得聽眾大力支持，因此也在同廣播劇演了很多配角[26]。2012年開始，由於共演者的無理要求經常做出即興表演[26]。
- 2013年12月22日，於《NISSAN 啊！安部禮司～BEYOND THE AVERAGE》放送400回突破記念大感謝祭「安部魂」活動內，與一眾廣播劇演員成功挑戰金氏世界紀錄「連續8小時不休息而現場直播的廣播劇（The Longest Radio Play）」[27]。
- 2014年10月31日，於『「NISSAN 啊！安部禮司～BEYOND THE AVERAGE」安部禮司隊的青森出差 in 三內丸山遺址』活動裡，成功聚集2,500名聽眾到場參與，並對宣揚以申報現今世界遺產名錄為目標的「北海道北東北的繩文遺址群」有所貢獻，故獲青森縣知事三村申吾任命為無限期「青森名譽縄文人」[28]。
- 其首部主演短片《蛞蝓劇場 THE MOVIE 2015「愛上你的眼睛」》（導演：一毅（日语：イッキ (声優)））獲得以下獎項：
  - 2015年9月21日，在下町喜劇影展in台東主辦的第8屆「下町喜劇大獎2015」上獲得「Grand Prix獎」和「觀眾獎」[29]。
  - 10月24日，在第1屆神保町影展上獲得「準Grand Prix獎」[30]。
  - 11月14日，在第29屆東京月一影展上獲得「Grand Prix獎」[31]。11月21日，在西東京市民影展（日语：西東京市民映画祭）主辦的2015第14屆自主製作電影比賽上獲得「西東京市長獎（作品獎）」[32]。
  - 2016年2月28日，在第6屆POLEPOLE影展上獲得2016年度短片部門「優秀獎」。

## 演出
粗體字表示主要角色。

### 電視劇
1999年
- 友阪理惠之阿達一族（日语：ヤマダ一家の辛抱）（10月，TBS系列）—飾 學生
- （第10、11、12話）（12月1、8、15日，NHK綜合系列）—飾 吉田知子

2000年
- 虛擬美少女（日语：バーチャルガール (テレビドラマ)）（第4話）（2月5日，日本電視台系列）—飾 葉山真理子
- （佳麗寶人間特集（日语：カネボウヒューマンスペシャル）第20作）（2月8日，日本電視台系列）—飾 學生
- 鬼魅小夜子（日语：六番目の小夜子）（電視劇愛之詩（日语：ドラマ愛の詩）系列）（4月，NHK教育系列）—飾 平林塔子
- 冠軍大胃王（日语：フードファイト）（7月，日本電視台系列）—飾 淺倉霞
- 午夜狂奔（Love/Chat.13）（8月7日，富士電視台系列）—飾 惠理
- HeartBeat（日语：HeartBeat）（10月，東京電視台系列）—飾 橘渚

2001年
- 老闆靠邊站（日语：明日があるさ (テレビドラマ)）（4月，日本電視台系列）—飾 上室多惠
- 冠軍大胃王 香港死鬥篇（4月1日，日本電視台系列）—飾 淺倉霞
- 冠軍大胃王 深夜特快死鬥篇（9月29日，日本電視台系列）—飾 淺倉霞

2002年
- 老闆靠邊站 特別篇（1月12日，日本電視台系列）—飾 上室多惠

2003年
- 置物櫃的華子（日语：ロッカーのハナコさん）（第9、10、12、16、20話）（10月20、21、23、30日、11月6日，NHK）—飾 新人秘書

2004年
- 御宿翠鳥（日语：御宿かわせみ#高島礼子版）（第二章 第15話）（7月16日，NHK）—飾 阿富

2006年
- 白夜行（第8、11話）（3月2、23日，TBS系列）—飾 桐原亮司的下屬（OL）
- （3月14日，日本電視台系列DRAMA COMPLEX（日语：DRAMA COMPLEX））—飾 園田百合
- 地獄少女（第3、9話）（11月18日、1月6日，日本電視台關東地區）—飾 由香（第3話）、女高中生（第9話）

2007年
- 獸拳戰隊激氣連者（2007年2月18日—2008年2月10日，朝日電視台）—飾 梅麗

2010年
- 853刑事 加茂伸之介（日语：853〜刑事・加茂伸之介）（第1、2話）（1月14、21日，朝日電視台）—飾 幸子
- 不屈的女人（第7話）（2月24日，日本電視台系列）—飾 諮詢者（棄兒媽媽）
- 警視廳取調官 殘留的金七事件簿（日语：警視庁取調官 落としの金七事件簿）（5月29日，朝日電視台）—飾 小山賀奈男的女兒
- 假面騎士W（第45、46話）（8月1、8日，朝日電視台）—飾 轟響子
- 超級戰隊VS系列劇場
  - 「BATTLE-28 獸拳戰隊激氣連者VS轟轟戰隊冒險者（前篇）【2008年作品】」（12月19日，朝日電視台）—飾 梅麗
  - 「BATTLE-FINAL 獸拳戰隊激氣連者VS轟轟戰隊冒險者（後篇）【2008年作品】」（12月26日，朝日電視台）—飾 梅麗

2012年
- 小梅醫生（第31、32、38話）（晨間小說連續劇）（5月7、8、15日，NHK）—飾 女性事務員

2013年
- 非公認戰隊秋葉原連者Season痛（第10、11痛）（6月7、14日，BS朝日）—飾 平田護士

### 電視節目／綜藝節目
2000年
- 隧道二人組的現場狂流!!（日语：とんねるずの生でダラダラいかせて!!）（7月5日，日本電視台系列）

2001年
- THE今夜暢銷進行曲（日语：THE 夜もヒッパレ）（7月21日，日本電視台系列）
- O-daiba.com（日语：O-daiba.com）（11月19日，富士電視台系列）

2002年
- Drive A GO GO！（日语：ドラGO!#『ドラGO! -DRIVE A GOGO!-』へ）（4月、12月，東京電視台系列）
- （6月、11月，東京電視台系列）
- （第7回）(371ch)（7月，SKY Perfect！（日语：スカパー!プレミアムサービス））
- 跳舞吧！秋刀魚御殿（日语：踊る!さんま御殿!!）（12月，日本電視台系列）

2004年
- （6月26日、11月13日，東京電視台系列）

2005年
- Drive A GO GO！（7月3日，東京電視台系列）
- （8月5日，東京電視台系列）

2006年
- 全力（9月14、19、25日，朝日電視台）（關東地區）
- 夢想之門 ～NEXT DOOR～（日语：夢の扉 〜NEXT DOOR〜）（夢想領航員）（10月，TBS系列）

2010年
- CONTACT CAFE C（10月，名古屋電視台）

2011年
- 戰國少女 ～桃色異傳～「少女初合戰」（4月23日，東京電視台）
- 戰國少女歌謠祭 ～第14話 !?「宴會少女」～（8月14日，戰國少女歌謠祭事務局）

### 電影
2001年
- 惡魔在家裡2001（第1章）（5月12日，Pal企劃（日语：パル企画））—飾 本山早苗

2002年
- 老闆靠邊站 THE MOVIE（日语：明日があるさ (テレビドラマ)#劇場版）（10月5日，東寶（日语：TOHOスタジオ））—飾 上室多惠

2003年
- Fight☆Girls（10月25日）—飾 塔巴薩

2005年
- 英語女孩（9月1日）—飾 宮下洋子

2007年
- 電影版 獸拳戰隊激氣連者：香港大決戰（8月4日，東映（日语：東映ビデオ））—飾 梅麗

2009年
- 劇場版 炎神戰隊轟音者VS激氣連者（1月24日，東映）—飾 梅麗／獸人梅麗

2010年
- Wonderful World（日语：Wonderful World (映画)）（6月20日，株式會社Evergreen Project（日语：エバーグリーンプロジェクト））—飾 田中晶子
- 大搜查線3 THE MOVIE 3：全面動員（7月3日，東寶）—飾 大岡（灣岸署交通課）

2014年
- 我們是獎金收益團（5月10日，東映）—飾 米良麗子

2015年
- 蛞蝓劇場 THE MOVIE 2015「愛上你的眼睛」（短篇電影）（7月19日，蛞蝓劇場）—飾 理惠

2016年
- 劇場版 假面騎士Ghost 100個眼魂與Ghost命運的瞬間（8月6日，東映）—飾 卑彌呼

2021年
- 秘密花園（3月13日，ZuZu）—飾 妄想的女學生、食堂大嬸

### 舞台
2006年
- HOTROAD★TRAIN Vol.3「惡魔人 ～不動在等待～」（2月9日—14日，iPit目白）（全8回＋追加公演2回）—飾 牧村美樹

2008年
- FABRICA[11.0.1] 「LOST GARDEN」（9月13日—23日，赤紅色劇場）（全14回）—飾 橘愛理

2009年
- 涉谷八公前 第4次正式公演（5月18日—24日，新宿莫里哀劇場）—飾 五月

2011年
- Trifle Entertainment企劃製作舞台劇「新宿後街」（2月9日—13日，全勞濟會館SPACE ZERO（日语：スペース・ゼロ））—飾 不知火滿
- 時速246億（日语：時速246億） Vol.05「GREATFUL DEAD」（7月26日—31日，東京赤坂紅色劇場／8月7日，名古屋TELEPIA大廳（日语：テレピア））（全10回）—飾 雨宮前輩、美雪、發面紙包女子
- 阿波羅5（日语：アポロ5）（9月3日—8日，青山圓形劇場（日语：青山円形劇場））（全8回）—飾 女王奈緒
- FAKE STAR 2nd Skit「The Nard」（12月7日—11日，東京Kinkero劇場／12月16日—18日，大阪in→dependent theatre 2nd（日语：インディペンデントシアター））（全12回）—飾 菊蒿

2012年
- D'TOT 4th Act「FRAG -新撰組Bloodsucker Behind-」（5月23日—27日，太陽購物中心劇場（日语：シアターサンモール）（新宿御苑前））（全7回）—飾 明里
- Trifle Entertainment企劃製作舞台劇「雙牙」（10月4日—9日，1010劇場（日语：シアター1010）（北千住））（全10回）—飾 、柚巴
- Stylish shine!! PROJECT Vol.2『Re-miniscence』（10月31日—11月4日，池袋綠色劇場大樹劇院）（全8回）—飾 凛子
- and Me produce number 8『家族（戰）』（11月21日—27日，下北澤OFF-OFF劇場）（全10回）—飾 東希美
- Trifle Entertainment企劃製作舞台劇「吐息雪色（日语：吐息雪色）」（12月19日—24日，中野口袋（中野））（全8回）—飾 結城佳帆

2013年
- 疾驅猿正式啟動公演『MIDNIGHT DREAM』～機械城傳聞錄～（6月19日—30日，新宿SPACE雜遊）（全14回）—飾 廣播
- （7月25日—28日，下北澤「劇」小劇場）（全7回）—飾 上原優
- 舞台版『心靈偵探 八雲 虛偽之樹』（8月21日—28日，青山圓形劇場）（全11回＋追加公演1回）—飾 箕輪優子／小阪由香里
- So Creative企劃製作第1回公演（10月10日—14日，新宿BRATS劇場）（全10回）—飾 南
- Trifle Entertainment企劃製作舞台劇「雙牙 零」（11月13日—17日，1010劇場（北千住））（全8回）—飾 、柚巴

2014年
- NEW STYLE PRODUCTION（日语：スターレイプロダクション）（3月6日—9日，中目黑伍迪劇場）（全6回）—飾 美奈
- Trifle Entertainment企劃製作舞台劇「雙牙（再公演）」（4月9日—16日，1010劇場（北千住））（全10回）—飾 、柚巴
- 進戲團夢命古典 十週年紀念公演 「#16 Requiem」（6月18日—22日，池袋綠色劇場大樹劇院）（全9回）—飾 濃姬
- 阿羅哈企劃ACT系列第1彈 2人朗讀公演『GOSSIP』（7月4日，下北澤亭咖啡廣場）（全5回）

2015年
- Trifle Entertainment企劃製作舞台劇「十五少年漂流記」（8月20日—24日，1010劇場（北千住））（全6回）—飾 凱特
- TOEI HERO NEXT（日语：TOEI HERO NEXT） STAGE 舞台「我們是獎金收益團」（12月4日—9日，1010劇場（北千住））（全10回）—飾 米良麗子（聲音）
- Trifle Entertainment企劃製作舞台劇（12月23日—29日，太陽購物中心劇場（新宿御苑前））（全10回＋追加公演1回）—飾 琳

2016年
- 案山子堂／具合音芝居（同時公開）（1月27日—31日，下北澤小劇場B1（日语：小劇場B1））（全7回）—飾 湯口紗季
- 朗讀劇「在那天來臨前（日语：その日のまえに#朗読劇）」「太陽來了」（4月16日—17日、23日—24日，DMM VR THEATER（日语：ムービル#DMM VR THEATER））（全8回）—飾 和美
- IL COLORI. 第2回公演#ba5a95（6月29日—7月3日，SPACE梟門（新宿3丁目））（全8回）—飾 葉瑠
- ROCK MUSICAL BLEACH ～另一個地上～（7月28日—8月7日，東京AiiA 2.5 Theater Tokyo（日语：アイアシアタートーキョー）／8月24日—28日，京都京都劇場（日语：京都劇場））（全23回）—飾 卯之花烈
- 言靈屋本舗EX STAGE（11月27日，Yokohama O-SITE）（全2回）—飾 望月千代女

2017年
- 舞台「Yé -夜」（4月5日—9日，東京藝術劇場小館2號（西劇院））（全7回）—飾 薔薇
- pius企劃『交易人生』（7月12日—17日，池袋綠色劇場大樹劇院）（全10回）—飾 檜垣希帆
- Solo×Solo（9月9日—11日，下北澤亭咖啡廣場）（全5回）—飾 JAGA崎老師、荻野睦美、見晴
- POWAWAWAWAN SANKOME（10月12日—15日，Casa Tana畫廊（自由之丘））（全6回）—飾 母親、主婦、旁白、女、少女、加奈子、女 2、玲子、
- 舞台「文豪Stray Dogs」（12月22日—24日，橫濱KAAT神奈川藝術劇場（日语：神奈川県立県民ホール#神奈川芸術劇場（KAAT））／2018年1月12日—13日，大阪森之宮Pilotis大廳（日语：森ノ宮ピロティホール）／2018年1月31日—2月4日，東京AiiA 2.5 Theater Tokyo）（全17回）—飾 口一葉

2018年
- KI上之空論 #8（3月10日—18日，吉祥寺劇場（日语：吉祥寺シアター））（全11回）—飾 梅田
- 舞台（3月14日—21日，太陽購物中心劇場（新宿御苑前））（全12回＋追加公演（公開排練）1回）—飾 莉莉卡教官（聲音演出）
- IL COLORI. 第3回公演#9ACD32（6月20日—24日，第Q藝術工房（日语：アトリエ第Q藝術））（全9回）—飾 春田志帆
- DMF/ENG提攜公演 vol.4（8月29日—9月2日，太陽購物中心劇場（新宿御苑前））（全7回）—飾 野村望東尼（日语：野村望東尼）、魔女莫提西亞
- KI上之空論 #9（10月17日—24日，OWLSPOT（日语：豊島区立舞台芸術交流センター））（全11回）—飾 瑪麗亞
- 體內活劇「工作細胞」（11月16日—25日，1010劇場（北千住））（全14回）—飾 巨噬細胞

2019年
- 舞台「幽☆遊☆白書」（8月28日—9月2日，東京1010劇場／9月4日—8日，大阪森之宮Pilotis大廳／9月10日—13日，福岡Momochi Palace／9月20日—22日，愛知一宮市民會館（日语：一宮市民会館））（全15回）—飾 牡丹
- POWAWAWAWAN YONKOME（11月15日—17日，仙川劇場（日语：調布市せんがわ劇場））（全4回）—飾 松原、學生C

2020年
- 舞台「幽☆遊☆白書」其之貳（12月5日—15日，東京品川王子大飯店史特拉大廳／12月20日，大阪COOL JAPAN PARK OSAKA（日语：COOL JAPAN PARK OSAKA） WW大廳／12月23日—30日，京都劇場）（全29回）—飾 牡丹

2021年
- 舞台「紅葉鬼」 ～童子奇譚～（1月8日—14日，日本青年館大廳）（全11回）—飾 （聲音演出）
- 舞台「怪盗偵探山貓 the Stage」（1月21日—31日，東京HULIC大廳（日语：ヒューリックホール東京））（全15回）—飾 里佳子
- POWAWAWAWAN GOKOME」（10月23日—25日，仙川劇場）（全5回）—飾 太妹C、女、後輩、結月、雫、旁白

2022年
- 舞台「怪盗偵探山貓 the Stage ～船上狂想曲～」（1月20日—30日，大手町三井大廳）（全14回）—飾 里佳子
- 舞台「形代 Rebuild 侵蝕」（2月4日—13日，DISM）（全16回）—飾 步
- Trifle Entertainment企劃製作舞台劇「忘却之翼」（9月23日—25日，大阪COOL JAPAN PARK OSAKA TT大廳／10月4日—8日，1010劇場（北千住））（全12回）—飾 （聲音演出）

2023年
- 舞台『異說 狂人日記』（7月12日—16日，CBGK澀劇!!（日语：CBGKシブゲキ!!））（全8回）—飾 三谷、女2、太太
- T-gene stage「消失的聲音」（10月4日—9日）（全8回）—飾 佐佐木由奈
- 舞台「動物朋友」（10月20日—31日，品川王子大飯店Club eX）（全13回）—飾 蒼鷹
- 舞台（11月22日—26日，新宿莫里哀劇場）（全7回）—飾

2024年
- Classic Movie Reading Vol.2「飄」（2月2日—4日，I'M A SHOW（日语：有楽町センタービル））（全6回）—飾 梅蘭妮·漢密爾頓
- T-gene stage（6月26日—30日）（全9回）—飾
- 舞台「Episode 犬紀村 ～MOMOTARO～」（10月23日—27日，六行會（日语：六行会）大廳）（全9回）—飾 空
- POWAWAWAWAN SANKOME（11月3日—5日，仙川劇場）（全5回）—飾

2025年
- Classic Movie Reading Vol.4「東京物語」（2月5—9日，三越劇場（日语：三越劇場））（全10回）—飾 平山文子
- 舞台『異說 狂人日記』再演（7月3日—13日，三越劇場）（全14回）—飾
- Zuzu 10週年紀念公演第2彈（9月2日—15日，橫濱紅磚倉庫1號館3樓大廳）（全25回）—飾 柳田翔子
- Yobigoe 額外公演『一千零一夜』（11月8—16日，惠比壽迴聲劇院（日语：恵比寿・エコー劇場））（全回）—飾

未定／中止
- Sliding Door Plannings 第3回公演（未定，R's Art Coat（勞音大久保會館）（全回）—飾
- POWAWAWAWAN SANKOME（9月20日【中止】[33]，吉祥寺 Star Pine's Cafe）（全回）—飾

### 電視動畫／OVA／動態漫畫
2008年
- 屍姬 赫（10月，UHF動畫（日语：UHFアニメ））—飾 瑠翁水薙生

2009年
- 第一神拳 New Challenger（1月，日本電視台系列）—飾 間柴久美
- 四葉遊戲（4月，東京電視台系列）—飾 志堂理沙
- Ring of 鋼彈（8月21日，ROBOT（日语：ロボット (企業)））—飾 尤莉亞

2011年
- 戰國少女 ～桃色異傳～（4月，東京電視台）—飾 伊達政宗（伊達老師） （並以8名戰國少女8人眾[成員 1]之成員參加相關活動）

2013年
- 偷窺孔（Liverpool（日语：リバプール (企業)）、東寶）—飾 寺門卷子（客串）
- 菜餚學園（動態漫畫）（11月26日，S&B食品（日语：エスビー食品））—飾 拉麵鶴子

2014年
- 女僕咖啡廳（動態漫畫）（1月，Manga2.5）—飾 龜井堂靜

2015年
- 遊☆戲☆王ARC-V（5月，東京電視台）—飾 梅莉莎·克蕾兒

2019年
- MIX（4月，日本電視台系列）—飾 良子、泳裝女子B

### 外語配音
2015年
- 殺手信徒 (第3季)（12月，WOWOW PRIME）—飾 伊麗莎（安妮特·莫翰德魯）

2016年
- 致命武器（11月，AXN）—飾 米蘭達·瑞格（芙蘿莉安娜·利瑪）

2017年
- 主廚的餐桌 (第3季)（英语：Chef's Table）（紀錄片）（5月，Netflix）—飾 馬丁內斯啤酒的解說
- 超級大間諜（英语：Harriet the Spy (film)）（6月，Netflix）—飾 葛麗泰·嘉寶
- 破案神探（10月，Netflix）

2018年
- 如果你給老鼠吃餅乾（英语：If You Give a Mouse a Cookie (TV series)）（2月，Amazon Prime）—飾 雷歐
- 明日傳奇 (第3～5季)（10月，日本華納家庭娛樂）—飾 扎里·阿德里安娜·托馬斯／伊西斯（英语：Isis (DC Comics)）（塔拉·阿什）

2020年
- 國王的信使（英语：The Letter for the King (TV series)）（3月，Netflix）—飾 蒂烏里的母親
- 魔髮精靈唱遊世界（10月）—飾 大紅、大紫

2021年
- 法官大人（3月，U-NEXT）
- 亞森·羅蘋（4月，Netflix）—飾 茱麗葉·佩里格尼（可洛蒂德·艾姆（英语：Clotilde Hesme））
- 紳士追殺令（5月，米拉麥克斯影業）—飾 蘿莎琳·皮爾森（蜜雪兒·道克利）
- 狂放時尚圈 (第5季)（7月，Hulu）
- DC超級英雄女孩（第50集）（7月，Netflix）
- 直言真相 (第2季)（8月，Apple TV+）—飾 艾薇·阿伯特（阿隆娜·塔爾（英语：Alona Tal））
- 玩命鈔劫（10月）—飾 達納·柯提斯（妮雅姆·艾格（英语：Niamh Algar））
- 馬拉多納：庇佑之夢（英语：Maradona: Blessed Dream）（10月，Amazon Prime）—飾 克莉絲汀娜·西娜葛拉
- 月光光新慌慌：萬聖殺（10月，Amazon Prime）—飾 琳賽·華勒斯（凱爾·理查茲）

2022年
- 續攤真要命（英语：The Afterparty (TV series)）（1月，Apple TV+）—飾 佐伊
- 魔幻之音（5月，Netflix）
- 侏羅紀世界：統霸天下（7月）—飾 夏洛特·洛克伍德[34]
- 第二個月亮（英语：Sunflower (1970 film)）（8月，大阪電視台）—飾 瑪莎（盧德米拉·薩維利耶娃（英语：Ludmila Savelyeva））
- 睡魔（8月，Netflix）—飾 少女辛西亞
- 戀戀同居假期（9月，Netflix）

2023年
- 龍甲合體（4月，TOKYO MX、Amazon Prime）
- 雄獅少年（5月，GAGA（日语：ギャガ））—飾 娟的母親
- 月光光新慌慌：萬聖結（6月，Amazon Prime）—飾 琳賽·華勒斯（凱爾·理查茲）
- 好預兆（第2、第3話）（7月，Amazon Prime）—飾 艾斯佩思
- 女王（9月）—飾 香緹（潔米·勞森（英语：Jayme Lawson））[35]
- 君主計畫：神祕組織與怪獸之謎（11月，Apple TV+）—飾 巴恩斯博士

2024年
- 孫家兄弟（1月，Netflix）—飾 梅
- 異星謎變（英语：Constellation (TV series)）（2月，Apple TV+）—飾 奧黛麗
- 加菲貓：農場大冒險（8月）[36]

2025年
- 亂世勇者JAWAN/ジャワーン（5月）—飾 艾希瓦亞·拉托爾（荻皮卡·帕都恭）[37]

### 遊戲
2016年
- ERAKiS ～永遠之塔與騎士的故事～（Lord of Dice）（智能手機遊戲）（6月16日，株式會社WeMade Online）—飾 葛雷爾

### 廣播劇／廣播節目
2001年
- 叢林樂園 JUNPARA偶像圈（12月7日，FM-FUJI（日语：エフエム富士））

2005年
- 河童淵夜曲（FM劇院（日语：FMシアター））（1月29日，NHK-FM）—飾 春山紅豆

2007年
- 唱吧！YANYAN偶像（7月11日、9月12日、10月31日（第3回以後常駐演出），NBC佐賀電台（日语：NBCラジオ佐賀））—嘉賓

2009年
- NISSAN 啊！安部禮司 ～BEYOND THE AVERAGE（日语：NISSAN あ、安部礼司〜BEYOND THE AVERAGE）（4月5日－，TOKYO FM）—飾 姬川皐月（第4季開始演出許多常駐角色和配角）、重山織姬（2019年7月7日）、物尻子（2021年7月4日起）

2011年
- （FM劇院）（4月2日，NHK-FM）
- 小袖日記（青春冒險（日语：青春アドベンチャー））（全10回）（4月4日—8日、11日—15日，NHK-FM）—飾 白鷺
- 三個歐吉桑（青春冒險）（全10回）（於第7、8回演出）（12月6日、7日，NHK-FM）—飾 富永潤子
- （FM劇院）（12月10日，NHK-FM）

2012年
- （FM劇院）（4月21日，NHK-FM）
- （DIENOJI（日语：ダイノジ） × Civilian Skunk聯名連續劇）（8月7日、14日、21日、28日，JFN系列）—飾 南
- 我的瑪利亞（日语：やけっぱちのマリア）（青春冒險）（全10回）（12月10日—14日、17日—21日，NHK-FM）—飾 雪杉綠

2013年
- River Side Cafe（6月29日、7月6日—2014年3月29日，TOKYO FM）—飾 野野宮咲
- （11月21日，NHK BS Premium）—旁白

2014年
- MUSIC LINE（日语：ミュージックライン）（3月31日—2015年3月26日，NHK-FM）—主持人
- （FM劇院）（6月7日，NHK-FM）—飾 澄江

2015年
- STAR PLAYER（青春冒險）（全10回）（於第7回演出）（6月9日，NHK-FM）—飾 辛西亞
- HOLIDAY MUSIC LAB. ～夏祭～（7月20日，TOKYO FM）—嘉賓

2016年
- 小袖日記（再）（青春冒險）（全10回）（6月13日—17日、20日—24日，NHK-FM）—飾 紫式部
- 為誰播放的電台（FM劇院）（全1回）（9月10日，NHK-FM）—飾 照井春香

2017年
- 「NISSAN 啊！安部禮司～BEYOND THE AVERAGE」傑作選（7月2日—2018年3月25日，TS ONE（日语：i-dio））—導航

2018年
- 鈴村健一、神谷浩史的假面電台戰隊（日语：東映公認 鈴村健一・神谷浩史の仮面ラジレンジャー）（第301回）（7月6日，文化放送）—嘉賓

2019年
- （FM劇院）（全1回）（6月29日，NHK-FM）—飾 菅原舞

2021年
- （Pikapika LIVE × Across Entertainment自製廣播劇）（全9回）（6月6日，Pikapika LIVE）—飾 高田國彥的母親（常盤媽媽）
- 巴西浮遊靈（青春冒險）（全5回）（6月7日—11日，NHK-FM）

2023年
- （Pikapika LIVE × Across Entertainment自製廣播劇）（全回）（7月23日，Pikapika LIVE）—飾 高田國彥的母親（常盤媽媽）
- （青春冒險）（全10回）（於第3、4回演出）（7月31日—8月11日，NHK-FM）

2024年
- RENEWAL（青春冒險）（全5回）（8月26—30日，NHK-FM）—飾

### 網路電視劇
2009年
- Tokyo Prom Queen Season 2（2月）—飾 倉科麻衣子

2010年
- GIFT ～今晚傳遞幸福的時光～（2月，BeeTV）—飾 星山加奈子
- 開到世界盡頭的花（9月，BeeTV）

2011年
- （第1、2話）（10月7日、11月4日，丹尼斯公司（日本））—飾 尚美的後輩

### 網路節目／電台節目
2008年
- 平田裕香的Hiradio（Pokera）（全74回）（7月—2009年11月）—主持人

2011年
- 戰國少女 ～桃色異傳電台～（音泉：4月5日—9月20日）—主持人
- 戰國少女 ～桃色異傳電台～（～桃色異傳電台～ 秋葉原出差記錄）（7月18日）（公演會場：Shibuya O-EAST）

2013年
- 寺崎與裕香的朋友♪ on the Radio（8月13日，sora×niwa原宿（日语：ソラトニワ））

2015年
- 寺崎與裕香的朋友♪ on the Radio（9月2日，sora×niwa原宿）

2020年
- （9月8日，TOKYO MX）

2021年
- （1月15日，FM KOZA（日语：FMコザ））

### 電視廣告
2001年
- 日本麥當勞（平日微笑活動篇、篇、篇）
- 日本麥當勞（大麥克漢堡篇、篇、篇、篇、篇、篇、篇）
- 不二家（迷你可頌巧克力麵包Pico）

2004年
- 日本郵政公社（郵便儲金篇、篇）
- Corum Online（日语：コルムオンライン）

2015年
- MIX (漫畫) 第7冊（篇）（旁白）
- 株式會社CAREER PLANNING（日语：キャリアデザイン）（KYAPURA護理導航）

2016年
- MIX (漫畫) 第9冊（旁白）

### 電台廣告
2015年
- XSOL（日语：エクソル）太陽光發電（篇、篇）—旁白
- KIRIN（日语：キリンビバレッジ）—旁白
- MIX (漫畫) 第7冊（篇）—旁白
- 久光製藥—旁白
- XSOL太陽光發電（篇）—旁白

2016年
- —旁白
- MIX (漫畫) 第9冊—旁白

2020年
- 羅森銀行（日语：ローソン銀行）（TOKYO FM 13時與14時時報）

2022年
- RAKURAKU智能手機（日语：FCNT）（TOKYO FM／JFN系列38局RCM時報）

## 書籍

### 雜誌
- 獸拳戰隊激氣連者 演武開始（採訪頁面）（2007年2月13日，小學館）
- 獸拳戰隊激氣連者 角色書 01 NiKiNiKi！（2007年6月10日，朝日Sonorama（日语：朝日ソノラマ））
- 獸拳戰隊激氣連者 完整粉絲書PikaPika（2008年4月3日，朝日新聞社）
- 「超級戰隊」vs「金屬英雄」超解析！（採訪頁面）（2018年5月16日，寶島社）

### 寫真集
- 《Flying》（2001年7月17日，學習研究社，攝影：野下義光） ISBN 4-05-401436-4
- 《Hasta manana》（2002年3月30日，WANI BOOKS（日语：ワニブックス），攝影：上野勇（日语：上野勇）） ISBN 4-8470-2705-1
- 《平田裕香寫真集〈Million Mook Vol.1〉》（2002年7月17日，大洋圖書（日语：大洋図書），攝影：西田幸樹（日语：西田幸樹）） ISBN 4-8130-0673-6
- 《REBIRTH》（2002年12月12日，學習研究社，攝影：木村晴） ISBN 4-05-401851-3
- 《平田裕香〈AC MOOK〉》（2003年7月29日，ascom（日语：アスコム (出版社)），攝影：根本好伸（日语：根本好伸）） ISBN 4-7762-0090-2
- 《平田裕香寫真集〈sabra DVD MOOK Determination〉》（2009年8月11日，小學館，攝影：西田幸樹） ISBN 978-4-09-103076-4

### 數位寫真集
- 《KENAGE》（2022年3月19日，集英社，攝影：西田幸樹）

## 音樂作品

### 單曲
| 枚數 | 發行日期      | 單曲名稱 | 規格    | 規格編號     | 最高排名 oricon |
| ---- | ------------- | -------- | ------- | ------------ | --------------- |
| 1st  | 2008年4月23日 |          | CD＋DVD | GYZL-10028/9 | 第114名         |

### 角色歌曲
| 發行日期 | 商品名稱                                          | 歌                                                                                     | 樂曲               | 備註                                                              |
| 2007年   | 2007年                                            | 2007年                                                                                 | 2007年             | 2007年                                                            |
| -------- | ------------------------------------------------- | -------------------------------------------------------------------------------------- | ------------------ | ----------------------------------------------------------------- |
| 12月19日 | 獸拳戰隊激氣連者 角色歌曲專輯                     | 梅麗（平田裕香）                                                                       | 「」               | 電視劇《獸拳戰隊激氣連者》相關歌曲                                |
| 2011年   |                                                   |                                                                                        |                    |                                                                   |
| 5月18日  | SENGOKU GROOVE                                    | 豐臣秀吉（日高里菜）、織田信長（豐口惠）、明智光秀（喜多村英梨）、伊達政宗（平田裕香） | 「SENGOKU GROOVE」 | 電視動畫《戰國少女 ～桃色異傳～》相關歌曲                         |
| 6月15日  |                                                   | 明智光秀（喜多村英梨）、伊達政宗（平田裕香）                                           | 「」               | 電視動畫《戰國少女 ～桃色異傳～》相關歌曲                         |
| 2016年   |                                                   |                                                                                        |                    |                                                                   |
| 2月14日  |                                                   | TEAM 安部禮司                                                                          | 「」               | 廣播劇《NISSAN 啊！安部禮司～BEYOND THE AVERAGE》放送10年紀念歌曲 |
| 2024年   |                                                   |                                                                                        |                    |                                                                   |
| 10月23日 | T-gene stage「Episode 犬紀村 ～MOMOTARO～」原聲帶 | 空（平田裕香）                                                                         | 「」               | 舞台《Episode 犬紀村 ～MOMOTARO～》插入歌                         |

## 作品

### 廣播CD
- 「戰國少女 ～桃色異傳電台～」廣播CD『戰國少女 ～桃色異傳電台～』（2011年10月28日，Tablier Communications（日语：タブリエ・コミュニケーションズ））

### 形象DVD
- （2001年3月14日，東芝DIGITAL FRONTIERS（日语：東芝デジタルフロンティア））
- 週刊Young Sunday DVD「First Touch」（2002年6月27日，DigiCube）
- DVD BOMB DC（director's cut）（2002年12月20日，學習研究社）
- YUKAism〈Young Sunday豪華DVD〉（2004年5月11日，Pony Canyon）[注 1]
- （2006年7月28日，Liverpool（日语：リバプール (企業)））[注 2]
- White canvas （2006年11月24日，Liverpool）
- H （2007年4月27日，Liverpool）
- MAI MALU！（2007年8月25日，Liverpool）
- （2008年1月25日，Liverpool）
- （2008年6月20日，Forside.com（日语：フォーサイド））
- （2008年9月26日，Liverpool）
- clear（2009年1月30日，Liverpool）
- （2009年9月25日，Liverpool）
- （2010年1月29日，Liverpool）
- （2011年4月8日，竹書房）
- （2013年1月18日，E-NET FRONTIER（日语：イーネット・フロンティア））
- （附錄DVD[39]）（2016年10月31日，集英社）

### 演出DVD
- HeartBeat（日语：HeartBeat） Special mode（幕後花絮）（2001年2月25日，HAPPINET（日语：ハピネット））
- 全力（2007年1月25日，Geneon Entertainment）
- 獸拳戰隊激氣連者（全12卷）（2007年8月3日—2008年7月21日，東映視訊（日语：東映ビデオ））
- 獸拳戰隊激氣連者VS冒險者（2008年3月14日，東映視訊）—飾 梅麗
- FABRICA[11.0.1] 「LOST GARDEN」（2009年2月27日，Pony Canyon）
- 「戰國少女 ～桃色異傳～」第一—七卷（2011年7月6日—2012年1月6日，Pony Canyon）
- 「戰國少女 ～桃色異傳～」戰國乙女歌謠祭 ～『宴會少女』DVD～（2011年11月2日，羅森）
- 時速246億（日语：時速246億） Vol.05「GREATFUL DEAD」（2011年11月30日，T.Y.Entertainment（日语：ティー ワイ エンタテインメント））
- Trifle Entertainment企劃製作舞台劇「新宿後街」（2012年2月14日，Trifle Entertainment）
- 偷窺孔 單行本第13冊限定版附錄原創動畫DVD（2013年2月28日，小學館、「偷窺孔」製作委員會）
- Trifle Entertainment企劃製作舞台劇「雙牙」（2013年4月1、3日，Trifle Entertainment）
- Trifle Entertainment企劃製作舞台劇「吐息雪色（日语：吐息雪色）」（2013年6月，Trifle Entertainment）
- 舞台版『心靈偵探 八雲 虛偽之樹』（2014年1月17日，NELKE PLANNING（日语：ネルケプランニング））
- Trifle Entertainment企劃製作舞台劇「雙牙 ～零～」（2014年6月5日，Trifle Entertainment）
- 我們是獎金收益團（2014年7月11日，東映視頻）
- Trifle Entertainment企劃製作舞台劇「十五少年漂流記」（2016年2月2日，Trifle Entertainment）
- 舞台劇「我們是獎金收益團」（2016年3月23日，東映視頻）
- Trifle Entertainment企劃製作舞台劇（2016年5月31日，Trifle Entertainment）
- ROCK MUSICAL BLEACH ～另一個地上～（2016年11月23日，RMBLEACH製作委員會2016）
- 劇場版 假面騎士Ghost 100個眼魂與Ghost命運的瞬間（2017年1月18日，東映視頻）
- 舞台劇「文豪Stray Dogs」（2018年6月27日，舞台劇「文豪Stray Dogs」製作委員會）
- 宇宙戰隊九連者 VS SPACE SQUAD（2018年8月8日，東映視頻）—飾 梅麗[40]、通行人（臨時演出）
- 新超級女英雄圖鑑 超級戰隊2007-2011篇 [獸拳戰隊激氣連者～海賊戰隊豪快者]（2018年10月3日，東映視頻）
- DMF/ENG提攜公演 vol.4（2019年2月15日，DMF/ENG）
- 體內活劇「工作細胞」（2019年3月27日，Trifle Entertainment）
- 舞台「幽☆遊☆白書」（2020年2月27日，舞台劇「幽☆遊☆白書」製作委員會）[41]
- 舞台「怪盗偵探山貓 the Stage」（2021年5月21日，「怪盗偵探山貓 the Stage」公演事務局）
- 舞台「幽☆遊☆白書」其之貳（2021年5月26日，舞台劇「幽☆遊☆白書」其之貳製作委員會）

## 其它
2004年
- 「Corum Online（日语：コルムオンライン）」（12月1日—2013年3月27日，MMORPG）—擔任形象角色

2006年
- 森山直太朗 12th Single「思戀（日语：恋しくて/夢みたい〜だから雲に憧れた〜）」（10月）—宣傳影像演出

2009年
- 幾乎日刊糸井新聞（日语：ほぼ日刊イトイ新聞）—（第25回）（3月2日—6日）—訪談嘉賓

2011年
- 「NISSAN 啊！安部禮司～BEYOND THE AVERAGE（日语：NISSAN あ、安部礼司〜BEYOND THE AVERAGE）」「湯澤町出差特集」（2月20日，苗場王子大飯店（日语：苗場プリンスホテル））
- 「戰國少女 ～桃色異傳～」上映&對談活動『劇場少女』開辦決定！（10月14日，TOHO Cinemas 六本木新城屏幕2）
- 「MY FREEDOM ～川本成演藝生涯20週年紀念LIVE～」（10月23日，原宿天文館）

2012年
- 「NISSAN 啊！安部禮司～BEYOND THE AVERAGE」放送300回突破紀念大博覧會「安部博」（2月5日，日產畫廊（日语：日産ギャラリー）（橫濱））

2013年
- 「NISSAN 啊！安部禮司 ～BEYOND THE AVERAGE」「安部祭」2013（1月12日—13日，日產畫廊（橫濱））
- 「NISSAN 啊！安部禮司 ～BEYOND THE AVERAGE」「刈谷勇與姬川皐月的北海道出差」（1月27日，日產 札幌畫廊1樓）
- 「River Side Cafe」（6月28日—2014年3月29日，TOKYO FM）—負責視覺形象
- 「雙牙 零」特別活動（11月20日，六本木EX劇院）
- 「NISSAN 啊！安部禮司 ～BEYOND THE AVERAGE」放送400回突破紀念大感謝祭「安部魂」（12月22日，日產畫廊（橫濱））

2014年
- 「MUSIC LINE（日语：ミュージックライン） 冬日特集 ～寒冷的冬天！又悶又熱的工作室！現在真的是冬天嗎？～」（1月5日，NHK-FM）—擔任助理
- 『我們是獎金收益團』 首日舞台問候（5月10日，T-JOY大泉劇場2）
- 「雙牙」解謎體驗活動（5月23日—25日，全勞動大廳 SPACE ZERO（日语：スペース・ゼロ））
- 「NISSAN 啊！安部禮司 ～BEYOND THE AVERAGE」生祭 in 日本最熱的小鎮，多治見（8月3日，多治見市文化會館（日语：多治見市文化会館））
- 「MUSIC LINE特集 ～今年夏天是第一個夏天！每個人都適合什麼樣的夏天？那是裕香，讓我們都熱起來吧！～」（8月23日，NHK-FM）—主持人
- 「NISSAN 啊！安部禮司 ～BEYOND THE AVERAGE」安部禮司隊的青森出差 in 三內丸山遺址（9月15日，三內丸山遺址）
- 「NISSAN 啊！安部禮司 ～BEYOND THE AVERAGE」福島FM開台20週年紀念！安部禮司隊的福島出差 in BIG PALETTE FUKUSHIMA（10月13日，BIG PALETTE FUKUSHIMA（日语：ビッグパレットふくしま） 多目的展示大廳A）
- 「青森名譽繩文人」擔當（10月31日起）
- 「 vol.4」（11月7日，新宿Smokin Boogie）
- 「NISSAN 啊！安部禮司～BEYOND THE AVERAGE」「ABE99」安部禮司 第9年的99（12月21日，日產畫廊（橫濱））

2015年
- 「MUSIC LINE ～天氣很冷該怎麼辦?! 那麼，讓我們透過新年祝賀都暖和起來吧～！～特集」（1月10日，NHK-FM）—主持人
- 「NISSAN 啊！安部禮司 ～BEYOND THE AVERAGE」RADIO BERRY開台20週年紀念！安部禮司隊的栃木出差 in 日光（3月14日，日光鑽石川公園（日语：日光だいや川公園））
- 時速246億（日语：時速246億）「2015年春季櫻花節 ～爆笑紅白歌合戰～」（4月11日，新宿村LIVE）
- 「 vol.5」（7月4日，新宿Smokin Boogie）
- 「NISSAN 啊！安部禮司 ～BEYOND THE AVERAGE」刈谷勇隊的宮城出差 in 仙台七夕祭（8月8日，仙台七夕祭廟會廣場（勾當台公園（日语：勾当台公園）市民廣場））
- TOKYO FM 開台45週年記念「NISSAN 啊！安部禮司～BEYOND THE AVERAGE」史上最大WAKUWAKU大作戰 ABE-GIG in 日本武道館 ～十年一次的大家族會議～（10月2日，日本武道館）
- 舞台「我們是獎金收益團」小型座談會（12月7日—9日，1010劇場（日语：シアター1010）（北千住））—秘密主持人

2016年
- 「NISSAN 啊！安部禮司 ～BEYOND THE AVERAGE」放送10週年紀念歌曲CD預售活動 & 公開直播（1月10日，日產畫廊（橫濱））
- 第9屆下町喜劇電影節in台東 avant-title（7月5日，蛞蝓劇場）
- 『ACROSS FESTA!! 8.322＋0.001 ANNIVERSARY』（ACROSS朗讀時代劇「新說·天守物語 ～穿越時空的連續三夜的物語～」—第一話：天守物語篇）（7月23日，有樂町讀賣大廳（東京都））—飾 黃花敗醬草
- 「NISSAN 啊！安部禮司 ～BEYOND THE AVERAGE」縱貫日本！秋季出差旅遊2016（9月17日，大通特別週 特設舞台（札幌））
- 「NISSAN 啊！安部禮司 ～BEYOND THE AVERAGE」安部禮司的師走大出差2016 in 桑名（12月18日，三井暢貨購物園區 爵士之夢長島 Southern Belle Square廣場）

2017年
- 「NISSAN 啊！安部禮司 ～BEYOND THE AVERAGE」安部禮司祭2017 ～飯野與里美的結婚派對～（1月22日，日產畫廊（橫濱））
- 舞台「森奈津子藝術劇場 第一幕 ～悲情篇～≪前夜祭≫」對談活動（7月28日，紀伊國屋音樂廳（日语：紀伊國屋ホール）（新宿））—嘉賓

2018年
- 「NISSAN 啊！安部禮司 ～BEYOND THE AVERAGE」安部禮司祭2018 ～開台！FM AVERAGE！～（1月28日，日產畫廊（橫濱））
- 刀屋壹結成10週年企劃第3彈 第7回武打活動「界 ～Kai～」2部『服部兄妹的伊賀忍法帖 ～龍神復活篇～』（5月13日，中目黑TRY）—飾 服部花子
- （7月13日，109 Cinemas木場）—嘉賓
- Solo×Solo 2小型座談會（9月24日，下北澤亭咖啡廣場）—嘉賓
- THE GREAT SATSUMANIAN HESTIVAL 2018（10月7日，櫻島多目的廣場、櫻島溶岩運動場（與論廣場））
- 「東映特攝粉絲感謝祭2018」（第一部「東映特攝粉絲談話」特別版『超級戰隊女英雄對談（暫）』）（10月27日，東京都內某所）—嘉賓[42]
- Trifle Entertainment忘年會對談活動（12月25日，DREAM STORE（新宿））—嘉賓

2019年
- 「NISSAN 啊！安部禮司 ～BEYOND THE AVERAGE」安部☆EXPO 2019（1月27日，日產畫廊（橫濱））
- 「NISSAN 啊！安部禮司 ～BEYOND THE AVERAGE」安部禮司隊的真夏大出差2019 in 札幌巨蛋（8月12日，札幌巨蛋）
- 「NISSAN 啊！安部禮司 ～BEYOND THE AVERAGE」安部禮司隊的來自神田神保町秋季特別直播！in 共立講堂（10月27日，共立講堂（日语：学校法人共立女子学園））
- 「伊瀨茉莉也脫口秀 in TUS ～聚集！MANIA MARIA～」（11月24日，東京理科大學葛飾校區 講義棟101教室）—嘉賓
- 伊藤三巳華（日语：伊藤三巳華）的『流行神祕學 Talk Live Jam vol.1』（12月16日，目黑柿子大廳（日语：目黑柿子大廳 小廳））—嘉賓

2020年
- MASHIKAKU CONTE LIVE vol.2「LINDBERG」（1月5日—9日，博品館劇場（日语：博品館劇場））（全8回）
- 「NISSAN 啊！安部禮司 ～BEYOND THE AVERAGE」安部禮司祭2020 安部四輪（2月9日，日產畫廊（橫濱））
- SeanNorth（日语：SeanNorth） Live Theater Vol.1「always with you」（7月16日，TIAT Sky Hall）（全1回）—飾 人偶、戀人、她的友人

2022年
- 新克蘇魯神話TRPG『狂氣山脈 ～邪神山嶺～』（1月3日，DISM）—飾 平田衣良
- 「NISSAN 啊！安部禮司 ～BEYOND THE AVERAGE」ABE Tube Average Online Festival 2022（1月9日）
- 『女勇 -JOYU- project』寫真展（2月23日—27日，Ledeco畫廊（涉谷））—模特兒
- SeanNorth Live Theater Vol.1「always with you」（安可）（5月7日，TIAT Sky Hall）（全1回）—飾 人偶、戀人、她的友人
- 克蘇魯神話TRPG『異說 狂人日記』（5月8日，文町）—飾 富美老師
- 克蘇魯神話TRPG『大正怪誕主義』（5月13日，文町）
- 新克蘇魯神話TRPG『冒涜都市Z ～深碧魔境～』（7月16日，DISM）—飾 路卡
- 新克蘇魯神話神話TRPG『來自新世界』（10月10日，MADARA牛）—飾 卡諾阿
- 新克蘇魯神話神話TRPG『形代』（12月9日，DISM）

2023年
- 「NISSAN 啊！安部禮司～BEYOND THE AVERAGE」線上節日 ABE Tube 2023 ～未來的上班族～（1月8日）
- 克蘇魯神話TRPG『Good morning ALL』（3月5日）—飾
- Emoklore TRPG『愛你鄰居的鄰居』（6月2日）
- 克蘇魯神話TRPG『Es:茉莉花溫室』（6月19日）—飾 斯皮卡
- 克蘇魯神話TRPG『遭難者C EXTREME』（6月20日，文町）—飾 受害者平立
- 克蘇魯神話TRPG『當籠子打開時』（6月24日，Runpa）—飾
- 新克蘇魯神話TRPG『形代』（11月30日，文町）—飾

2024年
- 新克蘇魯神話TRPG『被遺忘的烏托邦』（1月7日，DISM）—飾 門田京子
- 共鳴性怪異TRPG『沃奇米娜大人』（1月21日，文町）—飾 三田愛
- 新克蘇魯神話TRPG『被遺忘的烏托邦』（2月25日，DISM）—飾 門田京子
- 克蘇魯神話TRPG『長期住在這裡』（3月25日，DISM）—飾
- 共鳴性怪異TRPG『悲傷的夜晚即將來臨』（4月10日，七篠K）—飾 雨煙別
- 劇團Chiri前夜祭『雖然是前夜祭 ～但卻是一場沒有劇本的即興祭～』（8月24日，KOTOBUKIYA-Hall（立川））
- 劇團Chiri即興秀vol.2『沒有劇本的第一天』（11月24日，KOTOBUKIYA-Hall（立川））

2025年
- 新克蘇魯神話TRPG『片代』（7月31日，DISM）—飾

## 腳註

## 外部連結
- 平田裕香｜Across Entertainment （日語）
- 平田裕香的X（前Twitter） （日語）
- 平田裕香的Instagram帳戶 （日語）
- ，存于 （日語）
- ，存于 （日語）

| 前任： 伊藤友樹 （魔法戰隊魔法連者） | 日本超級戰隊系列綠色戰士演員 獸拳戰隊激氣連者 2007年2月18日—2008年2月10日 | 繼任： 碓井將大 （炎神戰隊轟音者） |